# 7354 Ishiguro
A 7354 Ishiguro (ideiglenes jelöléssel 1995 BR1) a Naprendszer kisbolygóövében található aszteroida. Kobajasi Takao fedezte fel 1995. január 27-én.